# Microgovia
Genre
Microgovia est un genre d'opilions cyphophthalmes de la famille des Neogoveidae.

## Distribution
Les espèces de ce genre se rencontrent au Brésil et au Guyana.

## Liste des espèces
Selon World Catalogue of Opiliones (19/04/2021) :
- Microgovia chenepau Benavides, Hormiga & Giribet, 2019
- Microgovia oviformis (Martens, 1969)

## Publication originale
- Benavides, Hormiga & Giribet, 2019 : « Phylogeny, evolution and systematic revision of the mite harvestman family Neogoveidae (Opiliones Cyphophthalmi). » Invertebrate Systematics, vol. 33, no 1, p. 101-180.